# Leucosolenia minchini
Leucosolenia minchini är en svampdjursart som beskrevs av Jenkin 1908. Leucosolenia minchini ingår i släktet Leucosolenia och familjen Leucosoleniidae.
Artens utbredningsområde är havet utanför Tanzania. Inga underarter finns listade i Catalogue of Life.